# Dieciocho de Julio
Dieciocho de Julio és una localitat de l'Uruguai, ubicada al departament de Rocha.

## Geografia
La vila es troba a l'extrem oriental del país, al sector 5, sobre la frontera amb el Brasil. El rierol San Miguel s'ubica al costat de Dieciocho de Julio. Esta creuada per la ruta 19.

## Història
El nom original era San Miguel. El 12 de juliol de 1909 va rebre la categoria de poble pel decret Nr. 3.495. El 20 de juny de 1961, mitjançant el decret Nr. 12.876, Dieciocho de Julio va ser classificat com a vila. La vila rep el seu nom en homenatge al dia en el qual es va celebrar el jurament de la primera Constitució de l'Uruguai, el 18 de juliol de 1830.
Dieciocho de Julio té monuments d'alt interès històric, com ara el Fort de San Miguel (Fuerte de San Miguel), una fortificació colonial portuguesa de l'any 1737.

## Població
D'acord amb les dades del cens del 2004, Dieciocho de Julio tenia 1.191 habitants.
| Any  | Població |
| ---- | -------- |
| 1963 | 747      |
| 1975 | 743      |
| 1985 | 872      |
| 1996 | 1.139    |
| 2004 | 1.191    |
| 2011 | 977      |

Font: Institut Nacional d'Estadística de l'Uruguai